# Horní Cerekev (nádraží)
Horní Cerekev je železniční stanice v okrese Pelhřimov, v jižní části obce Horní Cerekev v Kraji Vysočina nedaleko soustavy rybníků na řece Jihlavě. Leží na jednokolejných tratích Tábor – Horní Cerekev a Havlíčkův Brod – Veselí nad Lužnicí. Stanice je elektrizovaná (25 kV, 50 Hz AC, trať 225).

## Historie
Stanice byla vybudována státní společností Českomoravská transverzální dráha (BMTB), jež usilovala o dostavbu traťového koridoru propojujícího již existující železnice v ose od západních Čech po Trenčianskou Teplou. 3. listopadu 1887 byl zahájen pravidelný provoz v úseku z Veselí nad Lužnicí do Jihlavy. Vzhled budovy byl vytvořen dle typizovaného architektonického vzoru shodného pro všechna nádraží v majetku BMTB. V areálu nádraží bylo vystavěno též nákladové nádraží, vodárna, lokomotivní točna či bytové domy pro drážní zaměstnance. 17. prosince 1888 zprovoznila stejná společnost propojovací trať mezi Horní Cerekví a Táborem.
Českomoravská transverzální dráha byla roku 1918 začleněna do sítě ČSD.
Elektrický provoz byl ve stanici zahájen 28. května 1980.

## Popis
Nachází se zde pět nekrytých jednostranných nástupišť, k příchodu k vlakům slouží přechody přes koleje.